# Анрио HD-320
Анрио HD-320/Hanriot HD.320 (фр. Hanriot HD.320) је француски двоседи школски авион, једномоторни двокрилац који се производио 20-их година 20. века у француској фирми Авиони Анрио и у Југославији Фабрика аероплана и хидроавиона Змај.

## Пројектовање и развој
Авион Анрио HD-320 је један од типова авиона H-32 који је настао унапређењем верзије авиона Анрио HD-14. Први авион је направљен 1924. године када је извршен и први пробни лет. Укупно је направљено три типа ових авиона:
- H-32 - двоседа варијанта школски авион/авион за обуку, основна верзија са мотором Роне 9С (направљено 1 примерак 1924. god),
- H-320 - верзија са Салмсон 9Ас мотором (направљено 12 примерака 1927.god. + 45 примерка направљено по лиценци у земунском Змају 1928. год.),
- H-321 - верзија са Клергет 9В (фр. Clerget 9B) снаге 100kW мотором (направљено 20 примерака 1928. god. + 8 modifikacija HD-141),
- H-140S - Санитетска верзија са Салмсон мотором снаге 88 kW мотором (направљено 12 примерака 1926. god. + коришћен у Војном Ваздухопловству Краљевине Југославије (ВВКЈ) од 1926 до 1936. год,). Овај авион је уместо друге кабине у трупу имао простор за смештај једног носила са рањеником. Са бочне стране трупа авиона су постојала врата која су омогућавала унос носила у труп авиона.

### Технички опис
Авион је једномоторни двокрилац са правоугластим крилима.
Труп авиона је правоугаоног попречног пресека. Потпуно је дрвене конструкције, пресвучени платном а предњи део трупа на кога је причвршћен радијални ваздухом хлађени мотор је обложен лимом. У трупу је била смештена отворена кабина са два седишта у тандем распореду.
На овај авион су уграђивани различити ваздухом хлађени радијални мотори са девет цилиндара и снагама око 100 KS. То су  обично били: Роне 9С, Салмсон 9Ас, Клергет 9В, Siemens Sh12 и Валтер 120. Елиса која покреће авион је вучна, двокрака, направљена од дрвета фиксног корака.
Крила су правоугаоног облика са две рамењаче, релативно танког пресека дрвене конструкције пресвучена платном. Горње и доње крило је повезано са по два пара упорница са сваке стране и притегнута затезницама од челичних ужади, крилца има и на горњим и доњим крилима. Репни стабилизатори као и кормила правца и дубине су направљена као и крила: дрвена носећа конструкција а облога од платна.
Стајни трап је конвенционалног типа, фиксан са осовином, а амортизација је помоћу гуменог ужета (сандова). На репу авиона као трећа ослона тачка авиона је еластична дрљача. Код санитетског авиона Анрио H-140S, предњи точкови стајног трапа су дуплирани тако да уместо два точка овај авион има 4 што му омогућава лакше слетање и полетање и са неприпремљених полетно слетних стаза.

## Оперативно коришћење
Авион Анрио HD-320 је поред коришћења у Француској још коришћен у Јапану (где су на основу њега развијали своје школске авионе), Парагвају и Југославији. Основне намена му је била почетна обука пилота у авио школама. У Југословенском краљевском ратном ваздухопловству овај авион је популарно зван Ханрио 320, било их је укупно 57 примерака, 12 примерака је било оригиналних француских H.320 Model 1926 испоручених током 1927. године, а 45 примерака је произведено у земунском Змају у току 1928. и 1929. године H.320 Model 1928. У ВВ овај авион је био у употреби између два рата до друге половине 30. тих година замењен је школским авионима Физир ФН.
На авионима Анрио HD-320 произведених у Змају након истека ресурса моторима Салмсон 9Ас вршена је конверзија ових мотора моторима Siemens Sh12 снаге 110 KS. Прва замена је извршена 1929. године. Авион са Сименсовим мотором је популарно је у нашем ваздухопловству назван Анрио-Сименс. Након 1933. године када су ови авиони полако замењивани новим школским авионима Физир ФН, ислужени авиони Анрио HD-320 су уступани Аероклубу где су служили за обуку и тренажу спортских пилота.. Када је код ових авиона дошло до истека ресурса, мотори су замењени моторима Валтер 120 KS, који су се по чехословачкој лиценци радили у фабрици авио мотора Влајковић из Раковице. Ови авиони су се популарно звали Анрио-Валтер, конверзија је урађена у земунском Змају а тачан број овако модификованих авиона није познат.

## Особине авиона Анрио HD-320

### Опште карактеристике
- Мотор - 1 x 88 kW Салмсон 9Ас,
- Елиса - двокрака,
- Размах крила - 9,20 m,
- Површина крила - 31,30 m²,
- Дужина авиона - 7,25 m,
- Висина авиона - 3,05 m,
- Маса празног авиона - 611 kg,
- Маса пуног авиона - 870 kg,
- Посада - 2 члана.
- Стајни трап - Фиксан

### Перформансе
- Максимална брзина - 128 km/h,
- Путна брзина - 100 km/h,
- Највећи долет - 260 km,
- Плафон лета - 4.200 m.

## Земље које су користиле овај авион
| - Француска - Јапан: 1 авион - Парагвај: 3 авиона - Југославија: 12 оригинала + 45 авиона произведена на основу лиценце |